# Alex Hofmann
Alexander Hofmann (nacido el 25 de mayo de 1980 en Mindelheim, Alemania) es un piloto retirado del Grand Prix de motociclismo, quién ahora trabaja en la cobertura televisiva del deporte en Alemania. Es conocido como 'The Hoff' en países de habla inglesa, una referencia a David Hasselhoff.

## Biografía

### Primeros años
Compitió exitosamente en el Motocross en su primera adolescencia, antes de ingresar al campeonato alemán  de 125cc por primera vez en 1995, junto con  la serie europea un año más tarde. En 1997 fue subcampeón de la serie alemana, y también comenzó en el Campeonato mundial de carreras de 125cc alemán como tarjeta de invitación.
En 1998 asciende a los 250cc, ganando cada carrera en el campeonato alemán, además de ganar el título europeo, así como una llegada en el décimo lugar por una única vez en el Campeonato Mundial de 250cc. De 1999 a 2001 Hofmann era un regular en esta serie, a pesar de no haber finalizado en el podio, y quedándose por fuera en 8 carreras en el 2000 debido a una lesión.

### MotoGP
Comenzó el 2002 sin realizar ninguna carrera, pero hizo su debut en el MotoGP como piloto suplente de Garry McCoy en el equipo de WCM de Red Bull, supliendo también a Loris Capirossi en el equipo Sito Pons' . Fue contratado para ser piloto de prueba de Kawasaki  en  el 2003. En dos largadas, hizo puntos en ambas ocasiones. Él y Shinya Nakano reemplazaron a  McCoy y a Andrew Pitt como corredores de tiempo completo en el 2004. Los siguientes dos años fueron difíciles, principalmente debido a lesiones, en parte debido a su amor por el Motocross. Los puntos eran escasos y Kawasaki eligió a Randy de Puniet sobre Hofmann en el 2006.
En 2006 se une al equipo D'Antin Pramac , pilotando en una versión del  cliente de Ducati del mismo año al lado de José Luis Cardoso. Cuándo su piloto de fábrica Sete Gibernau se lesionó en el Circuito de Catalunya (una carrera en la cual Alex finalizó 8.º, ayudado por tres pilotos que no comenzaron la reanudación de la carrera), Hofmann fue nombrado como su sustituto para las siguientes dos carreras, antes de regresar a D'Antin para su carrera de local casa en Sachsenring, siendo eliminado tempranamente.
En el 2007 continuó con D'Antin, junto al veterano Alex Barros. El quinto puesto en Le Mans lo llevó a  a la 10.º posición en el campeonato después de cinco rondas, por encima del campeón reinante Nicky Hayden. Obtuvo un fuerte 8.º puesto en Assen. La preparación para su carrera de local en Sachsenring fue obstaculizada por una lesión en la mano padecida cuándo un amigo cerró la puerta de un automóvil sobre él, pero hizo puntos bajos en la carrera. Se lesionó de la  mano en la práctica en el Circuito de Mazda de Laguna Seca. Fue reemplazado en dicha competencia por Chaz Davies y por Iván Silva en Brno. Volvió a correr en Misano pero fue despedido por el equipo tras el portugués Magnífico Prix, después de abandonar la carrera mientras contaba con posibilidades de hacer puntos, debido a una carencia de motivación. Nunca compitió de nuevo.

### Personal
Su novia se llama Romina Rados. Le encantan los deportes de acción como esquiar y el  BMX . Con sus  1.80 metros, es considerado alto para ser un piloto de motocicleta . Su comida favorita es la italiana.
Habla fluidamente alemán, inglés, francés, español e italiano.
Luego de su carrera como piloto, comenzó a trabajar como comentarista del MotoGP para el canal alemán de televisión Sport1 , donde su conocimiento de su propia la carrera  de piloto y su multilingüismo se tornan muy útiles. También se convirtió en un conductor de prueba, inicialmente para Aprilia ayudando desarrollar el RSV4 y ahora el KTM y su proyecto de MotoGP .

## Resultados en el Campeonato del Mundo
Sistema de puntuación de 1993 hasta 2022:
| Posición | 1.º | 2.º | 3.º | 4.º | 5.º | 6.º | 7.º | 8.º | 9.º | 10.º | 11.º | 12.º | 13.º | 14.º | 15.º |
| Puntos   | 25  | 20  | 16  | 13  | 11  | 10  | 9   | 8   | 7   | 6    | 5    | 4    | 3    | 2    | 1    |

### Carreras por año
| Año  | Categoría | Equipo    | Moto    | 1       | 2       | 3      | 4      | 5       | 6       | 7      | 8      | 9       | 10      | 11      | 12     | 13      | 14     | 15     | 16      | 17    | Pos. | Ptos. |
| ---- | --------- | --------- | ------- | ------- | ------- | ------ | ------ | ------- | ------- | ------ | ------ | ------- | ------- | ------- | ------ | ------- | ------ | ------ | ------- | ----- | ---- | ----- |
| 1997 | 125cc     | Yamaha    | MAL -   | JPN -   | SPA -   | ITA -  | AUT -  | FRA -   | NED -   | IMO -  | GER 14 | BRA -   | GBR -   | CZE -   | CAT -  | IND -   | AUS -  |        |         |       | 28.º | 2     |
| 1998 | 250cc     | Honda     | JPN -   | MAL -   | SPA -   | ITA -  | FRA -  | MAD -   | NED -   | GBR -  | GER 10 | CZE -   | IMO -   | CAT -   | AUS -  | ARG -   |        |        |         |       | 29.º | 6     |
| 1999 | 250cc     | TSR-Honda | MAL 17  | JPN 18  | SPA 15  | FRA 8  | ITA 16 | CAT 11  | NED 11  | GBR 13 | GER 9  | CZE Ret | IMO 17  | VAL 10  | AUS 13 | RSA 13  | BRA 12 | ARG 10 |         |       | 16.º | 51    |
| 2000 | 250cc     | Aprilia   | RSA Ret | MAL 10  | JPN 15  | SPA 17 | FRA 18 | ITA Ret | CAT -   | NED -  | GBR -  | GER -   | CZE 19  | POR 11  | VAL 18 | BRA DNS | PAC -  | AUS -  |         |       | 25.º | 12    |
| 2001 | 250cc     | Aprilia   | JPN 12  | RSA 10  | SPA 11  | FRA 11 | ITA 18 | CAT 9   | NED 12  | GBR 9  | GER 7  | CZE Ret | POR Ret | VAL Ret | PAC 17 | AUS Ret | MAL 8  | BRA 17 |         |       | 12.º | 55    |
| 2002 | MotoGP    | Yamaha    | JPN -   | RSA -   | SPA -   | FRA -  | ITA -  | CAT Ret | NED 11  |        |        |         |         |         |        |         |        |        |         |       | 22.º | 11    |
| 2002 | MotoGP    | Honda     |         |         |         |        |        |         |         | GBR 17 | GER 10 | CZE -   | POR -   | BRA -   | PAC -  | MAL -   | AUS -  | VAL -  |         |       | 22.º | 11    |
| 2003 | MotoGP    | Kawasaki  | JPN -   | RSA -   | SPA 16  | FRA -  | ITA 14 | CAT -   | NED 10  | GBR -  | GER 17 | CZE 19  | POR -   | BRA -   | PAC -  | MAL -   | AUS -  | VAL -  |         |       | 23.º | 8     |
| 2004 | MotoGP    | Kawasaki  | RSA Ret | SPA 13  | FRA Ret | ITA 14 | CAT 11 | NED 13  | BRA 11  | GER 10 | GBR 19 | CZE 13  | POR 13  | JPN 10  | QAT 9  | MAL Ret | AUS 13 | VAL 11 |         |       | 15.º | 51    |
| 2005 | MotoGP    | Kawasaki  | SPA 11  | POR -   | CHN -   | FRA -  | ITA 12 | CAT 17  | NED Ret | USA 12 | GBR 8  | GER Ret | CZE 15  | JPN Ret | MAL -  | QAT -   | AUS -  | TUR -  | VAL 14  |       | 19.º | 24    |
| 2006 | MotoGP    | Ducati    | SPA 15  | QAT 15  | TUR 16  | CHN 15 | FRA 13 | ITA Ret | CAT 10  | NED 12 | GBR 13 | GER Ret | USA 14  | CZE 16  | MAL 15 | AUS 13  | JPN 16 | POR 11 | VAL Ret |       | 17.º | 30    |
| 2007 | MotoGP    | Ducati    | QAT 11  | SPA DSQ | CHN 9   | TUR 9  | FRA 5  | ITA 11  | CAT 13  | GBR 9  | NED 8  | GER 9   | USA DNS | CZE -   | RSM 11 | POR Ret | JPN -  | AUS -  | MAL -   | VAL - | 13.º | 65    |

| Color     | Resultado                                                               |
| --------- | ----------------------------------------------------------------------- |
| Oro       | Ganador                                                                 |
| Plata     | 2.ª plaza                                                               |
| Bronce    | 3.ª plaza                                                               |
| Verde     | Finalizó en los puntos                                                  |
| Azul      | Finalizó sin puntos                                                     |
| Azul      | NC - No clasificado                                                     |
| Violeta   | Ret - No terminó (Carrera)                                              |
| Rojo      | DNQ - No se clasificó                                                   |
| Negro     | DSQ - Descalificado                                                     |
| Blanco    | DNS - No empezó (carrera)                                               |
| Blanco    | WD - Retirado (fin de semana)                                           |
| Blanco    | C - Carrera cancelada                                                   |
| Sin color | DNP - Inscrito pero no participó                                        |
| Sin color | INJ - Lesionado                                                         |
| Sin color | EX - Excluido                                                           |
| Estado    | Resultado                                                               |
| Negrita   | Pole position                                                           |
| Cursiva   | Vuelta rápida                                                           |
| †         | Abandona, pero clasifica al completar el porcentaje requerido para ello |